# Cody Mattern
Cody Mattern, né à Reno le 23 février 1981, est un escrimeur américain pratiquant l'épée.

## Palmarès
- Championnats du monde d'escrime
  -  Médaille d'or à l'épée par équipes aux Championnats du monde d'escrime 2012 à Kiev
  -  Médaille d'argent à l'épée par équipes aux Championnats du monde d'escrime 2010 à Paris
- Jeux panaméricains
  -  Médaille d'or à l'épée par équipes aux Jeux panaméricains de 2011 à Guadalajara
  -  Médaille de bronze à l'épée par équipes aux Jeux panaméricains de 2007 à Rio de Janeiro